# 시모키타 교통
시모키타 교통(下北交通)은 일본의 버스 회사이다. 아오모리현의 시모키타 반도를 중심으로 버스 사업을 하고 있다.
원래는 시모키타 버스(일본어: 下北バス)라는 사명으로 버스 사업만을 하고 있었지만, 한때 일본국유철도의 특정 지방 교통선이었던 오하타선을 이어 철도 사업을 했던 적이 있다. 철도 사업은 2001년에 폐지하여 다시 버스 사업만 하게 되었지만, 사명은 변경하지 않았다.